# Die Toten Hosen
Die Toten Hosen, est un groupe allemand de punk rock constitué autour du leader Campino. Originaire de Düsseldorf, ce groupe est avec Die Ärzte, l'un des groupes allemands les plus populaires. Il fait même partie du faible nombre de groupes allemands ayant réussi à s'exporter. Après avoir parcouru presque toute l'Amérique du Sud, ils commencent à se faire connaître dans certains pays d'Asie. Ils ont collaboré avec de nombreux musiciens. Les groupes se rapprochant musicalement le plus des Toten Hosen sont Die Ärzte et Wizo.

## Historique

### Débuts (1982–1987)

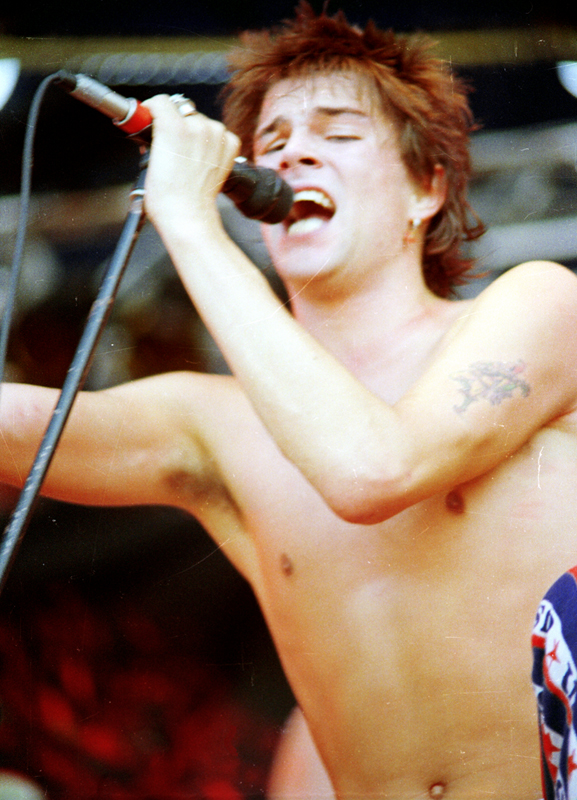
Campino, le chanteur du groupe lors d'un concert en 1987.

Le groupe est formé en 1982 à Düsseldorf par Campino, Andreas von Holst, Andreas Meurer, Michael Breitkopf, Trini Trimpop et Walter Hartung, sous le nom de scène de Walter November, à la suite du groupe ZK. Le nom du groupe signifie en français littéralement « les pantalons morts » ; l'expression allemande « hier ist tote Hose » signifie cependant « il ne se passe rien ici ». En plus de trente ans, leur musique et leurs thèmes ont bien changé. Leur premier disque vinyle était essentiellement composé de chansons de variété. Depuis la fin des années 1980 leurs textes ont gagné en contenu pour commencer à traiter de sujets tels que le racisme et la politique. Leur premier single Wir sind bereit (« Nous sommes prêts ») paraît en 1982, un an après leur premier album Opel-Gang à leur propre label, Totenkopf. Le guitariste Walter November quitte le groupe en novembre 1983 à cause de problèmes de drogues. La face A du troisième single, Eisgekühlter Bommerlunder, est diffusé à la radio locale. En juillet 1983, le groupe signe chez EMI Group, qui financera le clip de la chanson Eisgekühlter Bommerlunder, réalisée par Wolfgang Büld. Il décrit une cérémonie de mariage catastrophique dans une petite église bavaroise, avec Kurt Raab jouant le prêtre alcoolique et Marianne Sägebrecht. La télévision publique allemande refusera de diffuser le clip de peur de créer la polémique parmi les croyants. À la fin de 1983, ils publient Hip Hop Bommi, une version hip-hop de la chanson Eisgekühlter Bommerlunder avec le rappeur Fab Five Freddy.
En 1984, le groupe publie une session au John Peel Show sur la BBC. Die Toten Hosen quitte EMI et signe chez Virgin Records. Leur deuxième album, Unter Falscher Flagge, est publié en 1984. La couverture représente les membres habillés en pirates. Au printemps 1985, le groupe tourne en France à l'Institut Goethe et traverse en fin d'année la Pologne et la Hongrie. À la fin de 1985, Trini Trimpop passe au management du groupe jusqu'en 1992. Jakob Keusen leremplace brièvement à la batterie avant de laisser la place à Wolfgang Rohde (Wölli) en janvier 1986. Le premier concert de Rohde se fait devant un large public. Avec Herbert Grönemeyer, Udo Lindenberg, Marius Müller-Westernhagen, BAP, les Rodgau Monotones et autres, ils jouent à l'Anti-WAAhnsinns-Festival en juillet 1986. En 1986, ils enregistrent leur troisième album, Damenwahl. La tournée Damenwahl est sponsorisée par le fabricant allemand de préservatifs Fromms. En 1987, le groupe célèbre sa première apparition dans les classements avec la sortie de Never Mind the Hosen, Here's Die Roten Rosen sous le pseudonyme de Die Roten Rosen. L'album comprend des versions rock versions de chansons pop allemandes des années 1960.
À la fin de 1987, Die Toten Hosen publie son premier album live, Bis zum bitteren Ende, qui atteint le top 30 des classements allemands et autrichiens. Ils joueront en soutien à l'album au Roskilde-Festival au Danemark et à l'Olof-Palme-Friedensfestival.

### Reconnaissance (1988–1996)
En 1988 paraît le disque vinyle Ein kleines bisschen Horrorschau à l'occasion de l'adaptation théâtrale allemande de l'Orange mécanique (livre d'Anthony Burgess). Les Toten Hosen ont participé à la pièce en tant que figurants et musiciens. L'album est considéré comme celui ayant popularisé le groupe par excellence. Une grande partie de l'album est écrite par Die Toten Hosen pour l'Orange mécanique de Bernd Schadewald, adaptée par Anthony Burgess. Pendant un an et demi, ils jouent au théâtre Kammerspiele Bad Godesberg à Bonn, avec Ralf Richter, dans le rôle de l'acteur principal. En septembre la même année, Die Toten Hosen joue au Lituanika Festival de Vilnius et Kaunas, en Lituanie. Ils sont sélectionnés comme le meilleur groupe de la soirée par le jury sur place.
Leur tournée en 1989 se joue à guichet fermé au Westfalenhallen de Dortmund. Le groupe publie 3 Akkorde für ein Halleluja, un documentaire de leur tournée. En 1990, Die Toten Hosen sont invités au New Music Seminar à New York et jouent en soutien aux Rolling Stones à Cologne. Cet été, le groupe traverse l'Italie pour la Coupe FIFA de 1990. À cette occasion, ls enregistrent une version rock de la chanson Azzurro d'Adriano Celentano, accompagnée d'une vidéo satirique sur le football allemand. Le double-album Kreuzzug ins Glück est publié en 1990,e t compte plus de 150 000 exemplaires vendus la première semaine.
En 1991, Die Toten Hosen publie l'album Learning English Lesson One, un hommage aux influences musicales du groupe, qui comprend des reprises de classiques punk rock anglais. La tournée Menschen, Tiere, Sensationen (1992) comprend des dates en Allemagne, en Autriche, en Suisse, au Danemark, en Grande-Bretagne, en Espagne et en France, ainsi qu'une toute première en Argentine. Le single Sascha … ein aufrechter Deutscher est publié à Noël 1992, une chanson contre l'extrême-droite. En 1993, l'album Kauf MICH! est publié et atteint la première place des classements allemands. Ils tournent ensuite en été 1993 ; leur DVD Kauf MICH! montre des extraits de la tournée. En 1994, le groupe tourne presque l'année entière en Allemagne et dans les pays voisins. En novembre, ils donnent quatre concerts en Amérique du Nord aux côtés de Green Day. Dès avril 1995, Die Toten Hosen dirigent leur propre émission de radio sur Fritz àn Berlin, intitulée Tausend Takte Tanzmusik. Elle est diffusée chaque samedi de 19 h à 20 h pendant un an. En fin d'année, ils fondent leur propre label, JKP.

### JKP (1996–2000)
Avec des chansons musicalement simples et des textes engagés (politiquement), ils séduisent des générations entières avec leur musique. Leur plus grand succès commercial est Zehn kleine Jägermeister qui a occupé plusieurs semaines les premières places des classements allemands en 1996. Ils reprennent aussi des chansons de Funny van Dannen.
Le vrai pouvoir du groupe se trouve dans l'aspect de leurs concerts. Ils ont joué en première partie de U2, des Ramones et des Rolling Stones avec Green Day ou Therapy?. Rien qu'entre 1982 et 1997 les Toten Hosen donnent mille concerts. Lors de leur concert-anniversaire du 28 juin 1997 dans le Rheinstadion de Düsseldorf est survenu un accident tragique. Dans la foule de soixante mille fans, une Néerlandaise de seize ans est décédée. Le groupe a alors immédiatement arrêté le concert. Sur une recommandation de la Croix-Rouge, ils mirent rapidement fin au concert pour éviter la panique. Toutefois les concerts suivants furent annulés. Durant les dix-huit mois suivants, les Toten Hosen n'ont donné aucun concert en Allemagne et sont seulement réapparus en 1998 sous le pseudonyme les « Roten Rosen » (« Les roses rouges ») avec un album de chants de Noël. Ils ne reviennent qu'en 1999 avec l'album Unsterblich.
Peu connu en France, le groupe a pourtant enregistré un single dans la langue de Molière et disponible uniquement sur le marché français. Il s'agit de Tout pour sauver l'amour, une reprise de leur hit Alles aus Liebe. La chanson fut enregistrée en duo avec Marina, chanteuse du groupe Marousse. Ce titre est le seul paru en France, il est disponible sur le deuxième disque de l'album Reich und Sexy II, ainsi que sur la compilation Stop Chirac !.
Le groupe fait l'ouverture du concert mondial Live 8 le 2 juillet 2005 à Berlin. Les titres suivants ont été interprétés par le groupe devant deux cent mille spectateurs : Wünsch Dir Was, Pushed Again, Steh Auf, Wenn Du Am Boden Bist, Hang On Sloopy. Wünsch Dir Was a également été retransmis en direct sur écran géant à Londres.

### DeIn aller StilleàSchall und Rauch(2006–2011)

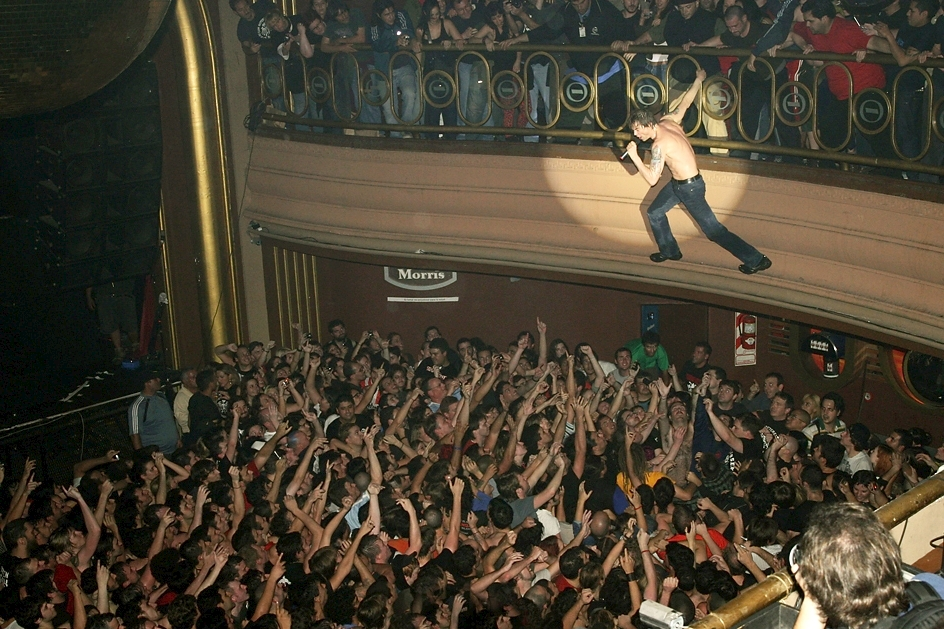
Campinos au Teatro Colegiales, à Buenos Aires, en 2009.

En 2006, Campino se sépare temporairement du groupe. Ils donnent un concert le 27 mai à Hambourg, et le 28 mai à Berlin, et en juin au Rock am Ring et Rock im Park sous le slogan Hals + Beinbruch Tour ’08. Le 7 juin 2007, le groupe participe également au concert de protestation contre le G8 (qui se tenait non loin à Heiligendamm), le P8 Festival de Rostock en compagnie entre autres de Bob Geldof, Bono (les instigateurs du Live 8), Youssou N'Dour, Die Fantastischen Vier, Michael Mittermeier ou encore Herbert Grönemeyer devant plus de 70 000 personnes.
Leur nouvel album, In aller Stille, est publié en novembre 2008. Leur tournée, Machmalauter, se fait le même mois.
En avril 2009, le groupe Die Toten Hosen sorti un album sur le marché argentin sous le titre La hermandad – En el principio fue el ruido, qui comprend de nouvelles chansons, accompagnées de celles issues des albums In aller Stille et Zurück zum Glück. En même temps, le groupe joue pour la neuvième fois en Amérique du Sud, et ouvre la deuxième partie de leur tournée à Buenos Aires. Le 2 mai 2009, ils jouent pour la première fois à Moscou.
En novembre, le groupe revient en Amérique latine donnant des concerts, entre autres, en Patagonie, au Guatemala, au Panama, au Nicaragua et au Mexique. Ils publient l'album live Machmalauter Live en novembre 2009.

### Ballast der Republik(depuis 2012)

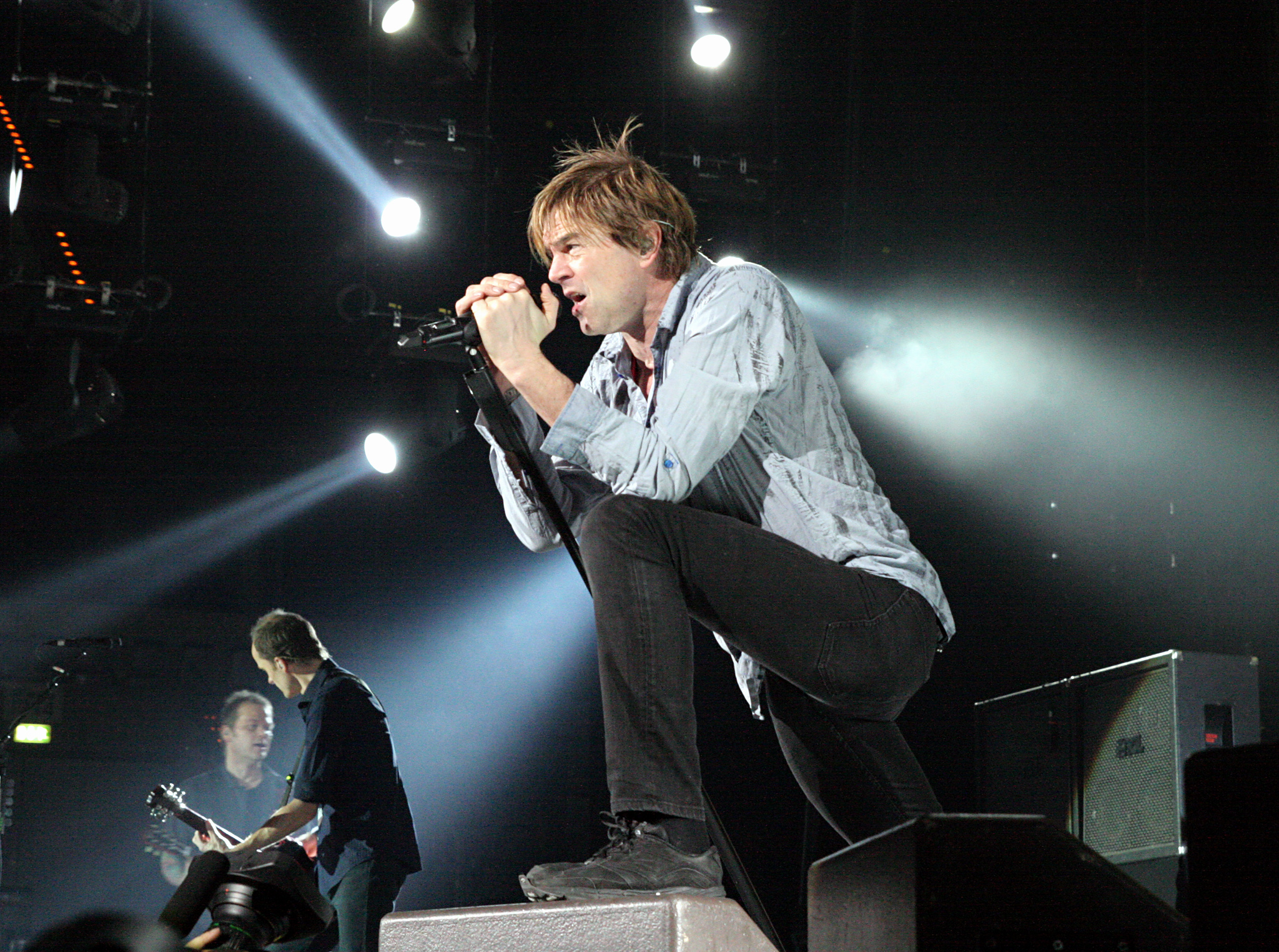
Die Toten Hosen à la SAP Arena, le 15 décembre 2012.

Le 4 mai 2012, l'album Ballast der Republik est publié. Il sort en même temps qu l'album Die Geister, die wir riefen qui fête les 30 ans d'existence du groupe. L'album atteint la première place des classements allemands, autrichiens et suisses. La chanson Tage wie diese devient le thème de l'équipe allemande pendant le Championnat d'Europe de football 2012.
Leur tournée spéciale 30e anniversaire débute le 10 avril 2012, avec un concert au Bremer Schlachthof et continue jusqu'au 13 mai 2012, avec une série de concerts. En septembre, ils jouent en Argentine sous le slogan 20 Jahre in Argentinien.

## Membres

### Membres actuels
- Andreas Frege (Campino) (né le 22 juin 1962 à Düsseldorf)
- Andi (Andreas Meurer) (né le 24 juillet 1962 à Essen)
- Breiti (Michael Breitkopf) (né le 6 février 1964 à Düsseldorf)
- Vom (Stephen George Ritchie) (né le 6 août 1964 à Billericay en Grande-Bretagne)
- Kuddel (Andreas von Holst) (né le 11 juin 1964 à Münster)

### Anciens membres
- Trini (Trini Trimpop) (percussions) (1982-1985)
- Wölli (Wolfgang Rohde, né le 9 janvier 1950 et mort le 25 avril 2016) (percussions) 1986-1999 ; à cause de problèmes de santé (problèmes de dos), il avait dû céder sa place au sein du groupe. Il était encore considéré comme un membre du groupe et participait toujours à l'écriture des textes. Il organisait également depuis quelques années le festival « Rock am Turm » où se présentent de jeunes groupes.
- Walter (Walter November) (guitare), 1982 ; il a adhéré au mouvement des Témoins de Jéhovah avant de le quitter peu de temps après.
- Jakob (Jakob Keusen) (percussions), 1986

## Discographie
- 1983 : Opel-Gang
- 1984 : Unter falscher Flagge
- 1985 : The Battle of the Bands
- 1986 : Damenwahl
- 1987 : Never mind the Hosen, Here's die Roten Rosen
- 1987 : Bis zum bitteren Ende (live)
- 1988 : Ein kleines bisschen Horrorschau
- 1990 : Auf dem Kreuzzug ins Glück
- 1991 : Learning English Lesson One
- 1993 : Kauf MICH!
- 1993 : Reich and Sexy
- 1994 : Love, Peace and Money
- 1995 : Musik war ihr Hobby
- 1996 : Opium fürs Volk
- 1996 : Im Auftrag des Herrn (live)
- 1998 : Wir warten auf's Christkind (Die Roten Rosen)
- 1999 : Crash Landing
- 1999 : Unsterblich
- 2002 : Auswärtsspiel
- 2003 : Reich and Sexy II
- 2004 : Zurück zum Glück
- 2005 : Unplugged im Wiener Burgtheater
- 2008 : In aller Stille
- 2009 : La Hermandad - En El Principio Fue El Ruido (édition argentine de l'album In aller Stille. La liste des titres est différente de celle de l'album original, et comporte des morceaux remixés ainsi que des titres bonus)
- 2009 : Machmalauter Live
- 2012 : Ballast der Republik
- 2013 : Der Krach der Republik (live)
- 2017 : Laune der Natur
- 2019 : Zuhause Live : Das Laune der Natour-Finale
- 2019 : Alles ohne Strom

## DVD
- 2002 : Reich und Sexy II
- 2003 : Im Auftrag des Herrn / Wir warten aufs Christkind
- 2003 : En Mision Del Senior: Live in Buenos Aires
- 2003 : Live in Buenos Aires
- 2004 : Rock am Ring
- 2005 : Friss oder stirb (3 DVD)
- 2005 : Unplugged im Wiener Burgtheater
- 2005 : Heimspiel : Düsseldorf
- 2008 : Rock am Ring
- 2009 : Machmalauter: Die Toten Hosen Live in Berlin